# آنابرگ لونگوتس
آنابرگ لونگوتس (به آلمانی: Annaberg-Lungötz) یک منطقهٔ مسکونی در اتریش است که در ناحیه هالاین واقع شده‌است. آنابرگ لونگوتس ۶۱٫۰۱ کیلومتر مربع مساحت دارد ۷۷۷ متر بالاتر از سطح دریا واقع شده‌است.